# 바느질

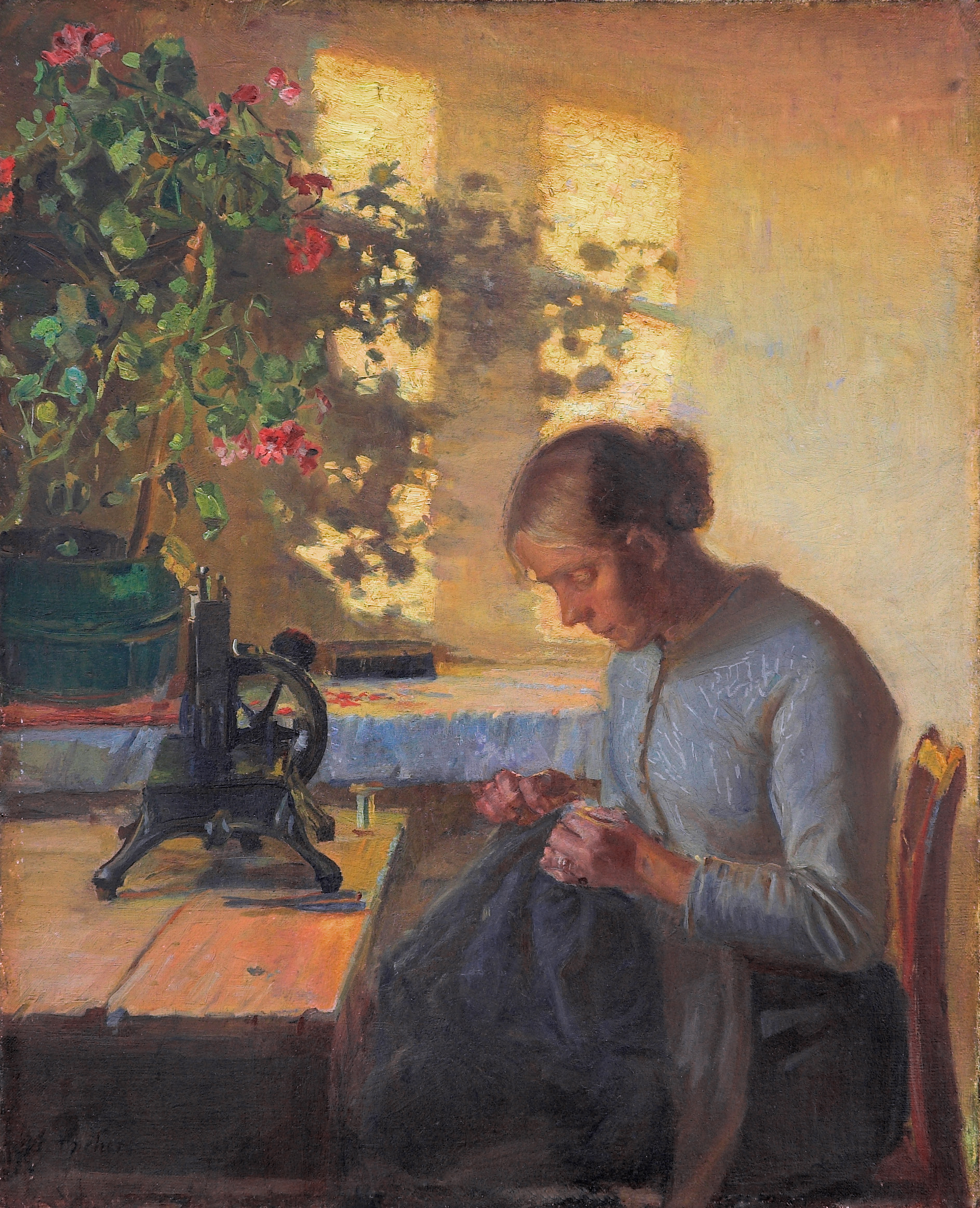
아나 안커의 바느질하는 어부의 부인 (1890년)

바느질 또는 봉제, 재봉은 바늘에 실을 꿰어 옷을 짓거나 직물을 꿰매는 일을 말한다. 재봉틀은 이 바느질을 해 주는 기계장치를 가리킨다.

## 재료 및 용구

### 재료
바느질 재료에는 본 뜰 종이, 옷감이 필요하다. 본 뜰 종이는 얇으면서도 잘 찢어지지 않는 것이 좋다. 원형지를 사용하면 시침핀을 꽂기 쉽고 룰렛으로 표시하기 좋다. 옷감의 크기는 (본 크기＋시접)×2이다. 옷의 모양과 크기에 따라 달라지므로 본을 뜬 다음에 계산하여 준비한다.

### 용구
바느질에 필요한 용구는 자·줄자·각자·시침핀·핀꽂이·초크·룰렛·먹지·가위·바늘·골무 등이 있다.
- 각자는 직각선을 긋는 데 사용하고, 곡자는 스커트나 바지의 옆선·목둘레선·저고리의 배래선 등 완만한 곡선을 긋는 데 쓰인다.
- 대자는 곧고 눈금이 뚜렷한 것이 좋다.
- 줄자는 몸의 각 부분의 치수를 잴 때나 곡선의 길이를 재는 데 쓰인다. 줄자로 치수를 잴 때에는 너무 잡아당기지 말아야 한다. 자를 사용하여 치수를 잴 때에는 눈금 바로 위에서 보아야 한다.
- 재단 가위는 여러 가지가 있으나 보통 26 ~ 28cm의 것이 적당하며, 끝부분이 뾰족하고 잘 드는 것이 좋다.
- 핑킹 가위는 가윗날이 톱니형으로 되어 있는 것으로, 올이 풀리지 않는 옷감의 솔기를 처리하는 데 쓰인다.
- 초크는 흰색·파란색·분홍색 등이 있는데, 옷감의 색깔과 구별되는 것을 골라 사용한다.
- 룰렛은 제도한 것을 다른 종이에 옮길 때나 옷감에 다트선·완성선 등을 표시할 때 먹지를 대고 사용한다.
- 시침핀은 옷본을 고정시키거나 밀리지 않도록 하는 데 쓰인다. 손바느질용 바늘은 1호에서 10호까지 있는데, 호수가 작을수록 굵다.
- 바늘꽂이는 바늘을 꽂아 두는 작은 쿠션이다.
- 골무에는 집게손가락에 끼는 재래식 골무와 가운데손가락에 끼는 쇠골무가 있다. 두껍고 빳빳한 옷감을 바느질할 때 골무를 끼고 하면 손가락이 상하지 않고 바느질을 쉽게 할 수 있다.[1]

## 종류
바느질은 크게 손바느질과 재봉틀 바느질로 나뉜다.

### 손바느질
손바느질을 하려면 먼저 바늘에 실을 꿰고 매듭을 지어 놓는다. 그런 다음 손가락에 골무를 끼고, 엄지와 중지로 바늘을 잡고 바른 자세로 바느질한다. 바느질 도중에 실이 모자라서 실잇기를 할 때에는 먼저의 실 끝과 새로 꿴 실 끝을 옭매어 잇거나, 모자라는 실 끝은 그대로 두고 4 ~ 5땀 정도를 겹쳐 꿰매어 잇는다.

#### 시침질
본 바느질을 하기 전에 두 장의 천이 밀리지 않도록 고정시키거나, 완성된 옷을 부분적으로 고정시켜 모양을 바르게 유지하려고 할 때 쓰이는 바느질 방법이다. 시침질은 완성선에서 약 0.2cm 떨어진 시접분에 하며, 2 ~ 3cm 정도의 바늘땀으로 겉에 보이는 땀의 길이를 길게 하여 뜬다. 두꺼운 면직물이나 모직물에는 굵은 시침실 한 가닥을, 견직물이나 얇은 합성 섬유 직물에는 가는 면사를 사용한다.

#### 홈질
손 바느질의 가장 기본이 되는 바느질 방법이다. 두 감을 이어주거나 솔기를 부드럽게하거나 잔주름을 잡을 때에 쓰인다. 겉과 안을 거의 같은 길이의 바늘땀으로, 한꺼번에 3 ~ 5땀씩 떠서 실을 잡아당긴다. 특히 주름을 잡기 위한 홈질을 할 때에는 0.5cm 간격으로 두 줄을 홈질하여 두 가닥의 실을 동시에 잡아당긴다.

#### 박음질
솔기를 튼튼하게 꿰매야 할 경우에 쓰이는 바느질 방법으로, 한 땀을 뜬 다음 되돌아 바늘을 꽂게 되므로 뒷면은 프랑스 자수의 아우트라인 스티치와 같게 된다. 뒤땀의 절반을 되돌아서 뜨는 반박음질과 한 땀을 전부 되돌아서 뜨는 온박음질이 있다.

#### 감침질
옷감을 덧붙일 때나 단을 접어서 꿰맬 때, 안감을 겉감에 붙일 때에 사용한다. 오른쪽에서 왼쪽으로 땀을 떠 나가는데, 실이 겉으로 보이도록 느슨하게 하거나, 실이 보이지 않도록 촘촘하게 하기도 한다.

#### 공그르기
재 킷이나 치마의 아랫단을 접어 꿰맬 때나 가는 끈을 접어 겉에서 꿰맬 때에 쓰인다. 바늘을 시접 속으로 숨겨 뜨기 때문에 바늘땀이 겉에서나 안에서 보이지 않는 것이 특징이다. 바늘땀의 간격은 1cm보다 좁게 하고 실을 너무 잡아당기지 않도록 한다.

#### 새발뜨기
옷 의 단을 처리할 때나 단순한 장식을 위한 수법으로 쓰인다. 단을 접어 시침을 한 다음, 왼쪽에서 시작하여 오른쪽으로 바느질해 나간다. 바탕감 쪽을 한 땀 뜬 후, 단 쪽에서 한 땀 뜨는 형식을 반복하여 바늘땀이 위아래로 교차되게 한다.

### 재봉틀 바느질
옷 감을 이용하여 소품을 만들 때 재봉틀을 사용하면 바느질을 고르고 튼튼하게 할 수 있으며, 일의 속도가 빨라 편리하다. 요즈음 나오는 재봉틀은 사용 방법을 쉽게 익힐 수 있도록 되어 있어 편리하다. 재봉틀은 윗실과 밑실 두 가닥의 실을 엇갈리게 매듭을 지어 나가면서 꿰매는 일을 한다.

#### 밑실 준비
밑실은 북집의 실톳에 감아 반달집에 끼워 넣어야 하는데, 손으로 실톳에 실을 감지 않아도 재봉틀을 이용하여 빠르고 고르게 감을 수 있다.

#### 윗실 걸기
실패를 실패꽂이에 꽂고 실 끝을 당겨 실걸이, 윗실 안내, 윗실 조절기를 돌아서 위쪽의 실채기 구멍에 끼운다. 다음 아래쪽으로 내려오면서 윗실 안내에 실을 걸어 바늘구멍에 실을 끼우고 15cm 정도 길이가 되게 뒤로 빼 놓는다.

#### 박기
돌림바퀴를 돌려 노루발을 높이 올려 놓고 바느질감을 밀어 넣어 박으려는 위치에 바늘이 꽂히게 한 다음 노루발올리기를 내려 고정시킨다.동력을 연결시켜 재봉틀을 작동시킨다. 시작은 천천히 하고 박히는 상태를 관찰하면서 박으려는 선을 따라 박는다. 박기가 끝나면 노루발과 바늘을 올리고 바느질감을 뒤로 빼서 가위나 실 끊는 장치로 실을 끊는다.

#### 바느질하기
바늘땀은 보통 2 ~ 2.5mm 정도로 조절한다. 얇은 감일 경우에는 더 짧게, 두꺼운 감일 때는 더 길게 조절하고, 시침 바느질에는 항상 바늘땀을 길게 한다. 윗실과 밑실을 뒤로 10 ~ 15cm쯤 빼놓은 뒤, 바늘대와 노루발을 올리고 옷감을 바늘대 밑에 댄다. 바늘대를 내리면서 바늘이 바느질선 위에 바로 꽂히도록 하고 노루발을 내린다.바느질의 시작과 끝에는 솔기가 풀리지 않도록 4 ~ 5땀을 되돌아 박는다. 왼손은 노루발 뒤에 두고, 오른손은 앞쪽에서 옷감을 안내한다. 직선은 솔기가 비뚤어지지 않도록 곧게 박는다. 곡선은 윗실 조절기를 약간 늦추어 실이 잘 나오게 한 후 직선박기를 할 때보다 천천히 박는다. 각이 진 곳을 박을 때에는 2 ~ 3땀 정도 되돌렸다가 모서리를 돌아 다시 반복하되 각의 정점에 바늘이 꽂힌 상태로 방향을 돌린다.

## 시접 처리법
시접 처리(올풀림막기)는 본바느질을 하기 전에 미리 해놓는 것이 편리하며, 특히 올이 잘 풀리는 옷감은 시접 처리에 신경을 써야 한다.
- 핑킹가위로 자르기

올이 잘 풀리지 않는 감은 끝을 핑킹가위로 자르기만 하여도 올 풀림을 방지할 수 있다.
- 접어 박기

얇은 감은 시접 끝을 접어 박아 올풀림을 막는다.
- 휘갑치기

손바느질을 할 때에는 휘갑치기를 하는데 실의 가장자리를 감싸서 올이 풀려나오지 못하게 하는 방법이다. 실이 너무 느슨하거나 당겨지지 않도록 주의하며, 여러 땀을 한 바늘에 모아 살며시 잡아당긴다.
- 지그재그 스티치

가정에서 사용하는 일반 재봉틀로는 지그재그 스티치로 올풀림을 방지한다.
- 오버로크

산업용 기계인 오버로크 재봉틀을 이용하여 가장자리를 처리한다.
- 바이어스 테이프로 싸기

정사각형의 천을 사선 방향으로 오려서 이어 만든 바이어스 테이프로 시접 끝을 좁게 감싸는 방법이다. 올이 심하게 풀리는 두꺼운 옷감이나 타월·우단·코듀로이 같은 첨모직의 시접 처리에 주로 쓰인다.

## 같이 보기
- 뜨개질
- 십자수
- 퀼트
- 재봉틀

## 참고 문헌
- 이 문서에는 다음커뮤니케이션(현 카카오)에서 GFDL 또는 CC-SA 라이선스로 배포한 글로벌 세계대백과사전의 내용을 기초로 작성된 글이 포함되어 있습니다.